# 이광재 (축구인)
이광재(1980년 1월 1일 ~ )는 대한민국의 은퇴한 축구 선수이다. 현재 FC 서울 코치를 맡고 있다.

## 클럽 경력
잠실초등학교, 배재중학교, 배재고등학교, 대구대학교를 졸업하고 광주 상무 복무 중 K리그에 데뷔하였다. 전역 전 전남 드래곤즈와 입단 계약을 맺었으며 2007년, 포항 스틸러스로 이적하였다.
2007년 K리그 플레이오프에서 교체 투입되어 연이어 골을 기록하며 '플레이오프의 사나이'라는 별명이 붙었다.
이후 주전 경쟁에서 밀리며 2009년 7월, 전북 현대 모터스로 이적하였다. 이후 해외 팀과 고양 Hi FC를 거쳐 은퇴하였다.

## 지도자 경력
2016년, 대구 FC U-18 팀인 현풍고등학교 코치로 부임하였다.
2021 시즌을 앞두고 포항 스틸러스 코치로 부임하였다.
2024 시즌을 앞두고 김기동 감독 보좌한 FC 서울 코치로 부임하였다.

## 클럽 통계
| 시즌/대회 | 소속팀           | 출장 | 골 | 도움 |
| --------- | ---------------- | ---- | -- | ---- |
| 2002      | 상무             |      |    |      |
| 2003      | 광주 상무 불사조 | 17   | 5  | 1    |
| 2004      | 전남 드래곤즈    | 9    | 0  | 0    |
| 2005      | 전남 드래곤즈    | 15   | 1  | 2    |
| 2006      | 전남 드래곤즈    | 22   | 5  | 1    |
| 2007      | 포항 스틸러스    | 29   | 7  | 1    |
| 2008      | 포항 스틸러스    | 8    | 0  | 1    |
| 2009      | 포항 스틸러스    | 4    | 0  | 0    |
| 2009      | 전북 현대 모터스 | 0    | 0  | 0    |
| FA컵      | 광주 상무        | 3    | 0  | 0    |
| FA컵      | 전남 드래곤즈    | 7    | 0  | 0    |
| FA컵      | 포항 스틸러스    | 8    | 3  | 0    |
| FA컵      | 전북 현대 모터스 | 0    | 0  | 0    |